# Yeeeah Baby
Yeeeah Baby è il secondo album in studio del rapper statunitense Big Pun, pubblicato il 4 aprile 2000 dalla Loud Records e Terror Squad Entertainment, pubblicato postumo poco dopo la morte dell'artista, avvenuta nel febbraio 2000. L'album era stato da tempo pianificato, ed ha ottenuto un buon riscontro critico e commerciale, raggiungendo la terza posizione nella Billboard 200. Il primo singolo è stato It's So Hard featuring Donell Jones, seguito da 100% featuring Tony Sunshine. Il titolo originale selezionato per l'album Yeeeah Baby doveva essere Endangered Species, che è diventato poi il titolo del successivo album postumo, pubblicato l'anno seguente.
| Recensione           | Giudizio |
| -------------------- | -------- |
| Allmusic             | [ 4 ]    |
| Rolling Stone        | [ 5 ]    |
| NME                  | [ 6 ]    |
| RapReviews           | [ 1 ]    |
| Robert Christgau     | **       |
| Entertainment Weekly | C        |
| Vibe                 | positivo |
| Billboard            | positivo |

## Tracce
1. The Creation (Intro) – 1:29
2. Watch Those – 3:20 (Christopher Rios, Jerome Foster, Tom Scott)
3. Off Wit His Head (feat. Prospect) – 4:06 (Christopher Rios, Justin Smith)
4. It's So Hard (feat. Donell Jones) – 2:52 (Christopher Rios, Richard Frierson, Jay Garfield)
5. We Don't Care (feat. Cuban Link) – 3:12 (Christopher Rios, Richard Frierson, Colin Blunstone, David Jones)
6. New York Giants (feat. M.O.P.) – 3:30 (Christopher Rios, Mark Richardson, Jamal Grinnage, Eric Murray, Anne Dudley, Malcolm McLaren)
7. My Dick (feat. Tony Sunshine) – 3:19 (Christopher Rios, K. Streaks, Guy Rodriguez, Eric Smith, Eric McCaine, Gino Vannelli)
8. Leatherface – 3:25 (Christopher Rios, Michael Dewar, Collin Dewar, Bill Conti, Earl Simmons, Sean Jacobs, Jason Phillips, Mason Betha, David Styles, Damon Blackman)
9. Air Pun (Skit) – 0:51
10. 100% (feat. Tony Sunshine) – 3:51 (Christopher Rios, Deleno Matthews, Lalo Schifrin)
11. Wrong Ones (feat. Sunkiss) – 4:07 (Christopher Rios, DeShawn Barzey, Justin Smith)
12. Laughing at You (feat. Tony Sunshine) – 4:26 (Christopher Rios, Gary Scott, Steve Schiff, Keith Forsey)
13. Nigga Shit – 1:45 (Christopher Rios, Anthony Best)
14. Ms. Martin (feat. Remy Ma) – 4:16 (Christopher Rios, Michael Gomez)
15. My Turn – 3:48 (Christopher Rios, Leshan Lewis, Al West)
16. You Was Wrong (feat. Fat Joe, Drag-On e Remy Ma) – 3:51 (Christopher Rios, Michael Gomez, Melvin Smalls)

## Classifiche

### Classifiche settimanali
| Classifica (2000) | Posizione massima |
| ----------------- | ----------------- |
| Canada            | 12                |
| Stati Uniti       | 3                 |

### Classifiche di fine anno
| Classifica (2000) | Posizione massima |
| ----------------- | ----------------- |
| Stati Uniti       | 123               |